# Wilhelm Siemen
Wilhelm Siemen (* 1955 in Paderborn) ist Gründungsdirektor des Porzellanikons – Staatliches Museum für Porzellan und war Governorratsvorsitzender der Lionsclubs in Deutschland.

## Leben
Als ältester Sohn von vier Kindern des Lehrers Hermann Siemen und dessen Ehefrau Albertine Siemen, geborene Heggen, besuchte er von 1967 bis 1975 das altsprachliche Gymnasium Theodorianum in Paderborn. Danach folgte die Aufnahme des Studiums der Geschichtswissenschaften und Publizistik an der Westfälischen-Wilhelms-Universität, Münster, das er mit dem Magister Artium im Frühjahr 1981 abschloss. Nach einer Anstellung bei der Bonifatius-Druckerei in Paderborn absolvierte er ab 1982 am Freilichtmuseum Hagen, Landesmuseum für Technik- und Handwerksgeschichte, ein zweijähriges wissenschaftliches Volontariat. 1984 wechselte er als wissenschaftlicher Mitarbeiter an das im Grenzort Hohenberg an der Eger gelegene und noch als Schauraum dienende „Museum der deutschen Porzellanindustrie“, das seit 1982 als Nebenstelle des Fichtelgebirgsmuseums in der Kreisstadt Wunsiedel betrieben wurde. Für den zukünftigen Betrieb des Museums erarbeitete er im Auftrag des Trägers die Konzeption und das damit einhergehende Sammlungskonzept. Nach der Verselbständigung des Museums wurde er ab 1985 dessen Leiter. Nach Erweiterungen der Schaufläche in Hohenberg wuchsen eigene Bestrebungen in Selb, der Stadt des Porzellans, zur Errichtung eines Porzellanmuseums. Um eine Konkurrenz zweier gleichartiger Einrichtungen zu verhindern, wurde Siemen mit der Entwicklung eines beide Städte umfassenden Museumskonzeptes beauftragt. Auf dieser Basis entwickelte sich in den Folgejahren die Unterscheidung in die „Villa“ in Hohenberg, wo zukünftig Formen und Dekore in ihrer Entwicklung bis zum Ende des 20. Jahrhunderts im Mittelpunkt stehen, und der „Fabrik“ für die Industriegeschichte und die Technische Keramik. Die zuständigen Münchener Stellen legten Wert darauf, dass „Bayerns erstes Industriemuseum“ in einer originalen Porzellanfabrik entstand. Es folgte 1988 der Ankauf der 1969 stillgelegten Porzellanfabrik „Rosenthal – Bahnhof Selb“. Trotz des baulich schlechten Zustandes wurde sie aufgrund des hohen Denkmalwerts Standort des „Europäischen Industriemuseums für Porzellan“, dem Selber Teil des Museums. Für die folgenden Bauabschnitte und das Gesamtkonzept zeichnet Wilhelm Siemen, seit 1990 Direktor des neuen Museumsverbundes, verantwortlich. In sechs Bauabschnitten wurde bis 2013 ein vorläufiger Endpunkt des Ausbaus erreicht. Nachdem in Hohenberg durch einen Neubau bis 1995 die Ausstellungsfläche auf 2000 Quadratmeter angewachsen ist, beträgt diese nun in Selb 8000 Quadratmeter. Europas größtes Spezialmuseum wurde 2014 vom Freistaat Bayern als Staatliches Museum übernommen. Seit dem 1. November 2019 ist Wilhelm Siemen im Ruhestand.
Die Bedeutung des Westfälischen Wirtschaftsarchives und des Bergbauarchivs als Teil des Bergbaumuseums Bochum für die Dokumentation des industriellen Erbes vor Augen, wird auf Siemens Betreiben 1990 als zweites deutsches Branchenarchiv das Zentrale Archiv für die Deutsche Porzellanindustrie als Abteilung des Museums begründet. Der Aufbau einer europäischen Spezialbibliothek für Porzellan und technische Keramik – bei seiner Verabschiedung eine der größten ihrer Art in Europa – ist bereits zuvor von ihm eingeleitet worden und wird während seiner Zeit als Direktor kontinuierlich betrieben.
Auf Wilhelm Siemens Betreiben wurde 1985 der Förderverein „Museum der Deutschen Porzellanindustrie“ gegründet, ein Verein zur Förderung des Porzellanmuseums in Hohenberg, dann auch in Selb. Heute firmiert der Verein mit fast dreihundert Mitgliedern als Förderverein Porzellanikon e. V. und ist ein wesentliches Element des Museumsgeschehens.
Seine Zeit als Direktor ist neben dem Aufbau und der Gründung des Museums charakterisiert durch ein starkes Engagement auf europäischer und darüber hinaus internationaler Ebene. So zeichnete er für die Konzeption, Beantragung und Durchführung mehrerer EU-Projekte verantwortlich. Neben der Förderung aus den Programmen Interreg A und B zählen hierzu unter anderem drei „Large Scale“-Projekte aus den Kulturförderprogrammen Kultur 2000 (Ceramics Culture Innovation), Kultur (People and Potteries) sowie Kreatives Europa (Ceramics and its Dimensions) mit zuletzt bis zu 25 Partnern aus 11 europäischen Ländern. Darüber hinaus stand er fast zwei Jahrzehnte als Gründungs-Chair der Arbeitsgruppe „Art, Design, Tradition“ der europäischen keramischen Gesellschaft vor. In dieser Eigenschaft baute er ein Netzwerk von Museen, Hochschulen und Künstlern auf, das neben dem Austausch untereinander auch eine Brücke zur Forschung und industriellen Anwendung schlug. Dank der sich seit 1993 immer mehr ausbildenden Netzwerke gelang es unter seiner Leitung, im Jubiläumsjahr des europäischen Porzellans, 2010, Europas größte und umfassendste Ausstellung zur Geschichte der europäischen Porzellanindustrie zu realisieren. Diese erreichte mit Exponaten von 100 leihgebenden Institutionen aus 20 Ländern bei 3500 Quadratmetern Ausstellungsfläche knapp 100.000 Besucher. Zum Ende der 1990er Jahre wurden darüber hinaus Kontakte nach Japan und China geknüpft. Siemen war von Oktober 2019 bis Oktober 2023 ehrenamtlicher Berater beim Aufbau des Zhejiang Museum of Intangible Cultural Heritage.
Wilhelm Siemen war von 1990 bis zum Ende des Wintersemesters 2024/25 mit kurzer Unterbrechung Lehrbeauftragter für die Geschichte des Porzellandesigns an der Kunsthochschule Halle – Burg Giebichenstein sowie von 1994 bis 1999 an der Kunsthochschule Berlin-Weißensee. Als ausgewiesener Kenner der deutschen Porzellanindustrie war er von 2000 bis 2003 Mitglied des Beirates und von 2003 bis 2021 Mitglied des Aufsichtsrates der Staatlichen Porzellanmanufaktur Meissen GmbH.
Wilhelm Siemen war einer der Mitbegründer des Vereins Porzellanstraße e. V. und ab dessen Gründung im Jahre 1996 bis zu seinem Renteneintritt stellvertretender Vorsitzender des Vereins sowie nach dem Tode des Vorsitzenden, des Oberbürgermeisters Werner Schürer bis zur Übernahme des Amtes durch Karl Ankele kommissarischer Vorsitzender. In diese Zeit fällt die endgültige Ausweisung der Route als touristische Straße. Die Porzellanstraße wird dank der von ihm konzipierten EU-Projekte zu einer der bekanntesten Themenstraßen in Deutschland und – ebenfalls dank eines EU-Projektes – in den Jahren ab 2015 zur Porzellanstraße International. Als solche erstreckt sie sich heute auf den gesamten nordostbayerischen Raum und die westliche Tschechische Republik.
Auf Bitten des damaligen Landrats des Landkreises Wunsiedel, Peter Seißer, und des Gründers des Volkskundlichen Gerätemuseums Arzberg-Bergnersreuth, Hans Günther Tröger, übernahm Wilhelm Siemen nebenamtlich die Leitung dieser Institution und entwickelte diese in den Jahren 1999 bis 2009 entscheidend weiter. Die Übernahme von Ausstellungen aus ähnlich ausgerichteten Landesmuseen wie dem LWL Freilichtmuseum Detmold, dem LWL Naturkundemuseum Münster oder auch von international renommierten Fotografen machten die Einrichtung zu einem überregionalen Anziehungspunkt. Lokal war es die Einbeziehung der Menschen und Vereine wie Verbände vor Ort, die dazu beitrugen, dass die Besucherzahlen sich nach zuvor unter 2000 die 10.000er-Marke deutlich überschritten. Besonders hervorzuheben ist der Erwerb der „Weiß’schen“ Krippe, einer Landschaftkrippe mit mehreren tausend Figuren und Gebäuden, die als eigene Abteilung des Museums konzipiert, die Historie und Tradition der Landschaftskrippen im bayerischen Raum präsentiert. Im Rahmen der Neuordnung der Museumslandschaft im Landkreis Wunsiedel wurde das Volkskundliche Gerätemuseum 2009 in Trägerschaft des Zweckverbandes Fichtelgebirgsmuseen überführt. Damit endete die nebenamtliche Tätigkeit Wilhelm Siemens für diese Einrichtung, dessen gesamte Kraft sich damit auf den weiteren Ausbau und die Zukunftssicherung des Porzellanikons konzentrierte. Für seine sehr erfolgreiche Arbeit wurde Wilhelm Siemen 2009 von Seiten des Fichtelgebirgsvereins mit dem goldenen Ehrenzeichen und der Ehrenurkunde für besondere Verdienste geehrt.
Siemen ist im Ehrenamt seit 1987 im Lionsclub Marktredwitz-Fichtelgebirge engagiert und war unter anderem in 2009/10 Governor des Distrikts Bayern Ost, bevor er für das Lionsjahr 2011/12 zum Governorrats-Vorsitzenden (höchster nationaler und internationaler Repräsentant der deutschen Lions) des Multidistrikts 111, Deutschland, gewählt wurde. Turnusmäßig übernahm er im Anschluss für ein weiteres Jahr das Amt des Verwaltungsratsvorsitzenden des Hilfswerks der deutschen Lions (HDL). Im Lionsjahr 2021/22 übernahm er angesichts eines personellen Engpasses das Amt des Governors ein zweites Mal. Seit 2013 ist er Vorsitzender des Kuratoriums der Stiftung der Deutschen Lions (SDL) und seit Februar 2025 zudem Mitglied des Ausschusses für Langzeitpanung (ALZP) im Multidistrikt 111 Deutschland. 2019 erfolgte zudem die Berufung zum Vorstandsmitglied der Bürgerstiftung Junges Fichtelgebirge durch deren Stiftungskuratorium. Darüber hinaus ist er seit vielen Jahren in der katholischen Kirche als Mitglied des Pfarrgemeinderates aktiv. Er ist zudem seit 1977 Mitglied der Sauerlandia Münster, einer katholischen deutschen Studentenverbindung im CV. Auf der September-Investitur in Bonn 2016 wurde er in den päpstlichen Orden der Ritter vom Heiligen Grab zu Jerusalem (OESSH) aufgenommen.
Er ist verheiratet und Vater von zwei erwachsenen Töchtern.

## Orden und Auszeichnungen
- Bundesverdienstkreuz am Bande (2003)
- Kulturpreisträger der Oberfrankenstiftung (2004)[4]
- Goldener Ehrenring der Großen Kreisstadt Selb (2005)[5]
- Chevalier des Ordre des Arts et des Lettres der Französischen Republik (2008)[6]
- Goldenes Ehrenabzeichen des Fichtelgebirgsvereins (2009)
- Fellow-Award der Europäischen Keramischen Gesellschaft (2013)
- Verleihung der Goldenen Bürgermedaille der Stadt Selb (2019)[7]
- Ehrenmitglied des Fördervereins Porzellanikon – Staatliches Museum für Porzellan (2020)
- Silberne Verdienstmedaille des Landkreises Wunsiedel im Fichtelgebirge (2021)[8]

## Veröffentlichungen
Zahlreiche Veröffentlichungen zum Themengebiet „Porzellan“ in Geschichte und Gegenwart. Herausgeber der Schriftenreihe „Kataloge und Schriften des Deutschen Porzellanmuseums“.